# Lannebert
Lannebert (bretonisch: Lannebeur) ist eine französische Gemeinde mit 431 Einwohnern (Stand: 1. Januar 2022) im Département Côtes-d’Armor in der Region Bretagne.

## Geographie
Die Gemeinde liegt etwa zehn Kilometer von der Atlantikküste entfernt. An der südwestlichen Gemeindegrenze verläuft der Fluss Leff, im Nordosten sein Zufluss Kerguidoué. Umgeben wird Lannebert von der Gemeinde Pléhédel im Norden, von Plouha im Osten, von Lanvollon im Süden und von Saint-Clet im Westen.

## Bevölkerungsentwicklung
| 1962 | 1968 | 1975 | 1982 | 1990 | 1999 | 2008 | 2012 |
| 289  | 342  | 339  | 381  | 353  | 354  | 405  | 440  |

## Baudenkmäler
Siehe: Liste der Monuments historiques in Lannebert